# Bon-e Rashīd
Bon-e Rashīd (persiska: بن رشید) är en ort i Iran.   Den ligger i provinsen Khuzestan, i den centrala delen av landet, 500 km söder om huvudstaden Teheran. Bon-e Rashīd ligger 88 meter över havet och antalet invånare är 727.
Terrängen runt Bon-e Rashīd är platt.Runt Bon-e Rashīd är det ganska tätbefolkat, med 58 invånare per kvadratkilometer. Närmaste större samhälle är Tall Barmī, 19,7 km norr om Bon-e Rashīd. Trakten runt Bon-e Rashīd är ofruktbar med lite eller ingen växtlighet.